# Symmachia stigmosissima
Espèce
Symmachia stigmosissima est un insecte lépidoptère appartenant à la famille  des Riodinidae et au genre Symmachia.

## Taxonomie
Symmachia stigmosissima a été décrit par Hans Ferdinand Emil Julius Stichel en 1910.

### Sous-espèces
- Symmachia stigmosissima stigmosissima
- Symmachia stigmosissima eddiy, Gallard[2].

Cette sous-espèce Symmachia stigmosissima eddiy est dédiée à Eddy Poirier qui a effectué les captures.

## Description
Symmachia stigmosissima est un papillon aux ailes antérieures à apex anguleux et aux ailes postérieures à l'apex et l'angle anal anguleux. Son dessus est rouge brique pour le mâle, plus clair pour la femelle, ornementé de noir avec une frange noire. La marge, étroite, est noire suivie d'une ligne submarginale de taches noires, de taches noires réparties sur les ailes et aux ailes antérieures de marques depuis le bord costal séparées par des espaces rouge.
Le revers est plus foncé avec la même ornementation.

## Écologie et distribution
Symmachia stigmosissima est présent en Colombie et en Guyane,.

### Biotope
Symmachia stigmosissima se pose la tête en bas sur les troncs des arbres entre 4 et 8 mètres de hauteur.

### Protection
Pas de statut de protection particulier.